# أندريس باتيستا
أندريس باتيستا (بالإسبانية: Andrés Batista)‏ هو عازف الغيتار الكلاسيكي وعازف قيثارة إسباني، ولد في 1937.

## وصلات خارجية
- أندريس باتيستا على موقع IMDb (الإنجليزية)
- أندريس باتيستا على موقع ميوزك برينز (الإنجليزية)
- أندريس باتيستا على موقع ديسكوغز (الإنجليزية)